# Aiglun (Alpes-de-Haute-Provence)
Pour les articles homonymes, voir Aiglun.
Aiglun est une commune française, située dans le département des Alpes-de-Haute-Provence en région Provence-Alpes-Côte d'Azur.

## Géographie

### Localisation
Aiglun est une commune située dans la vallée de la Bléone, au sud-ouest de Digne-les-Bains.

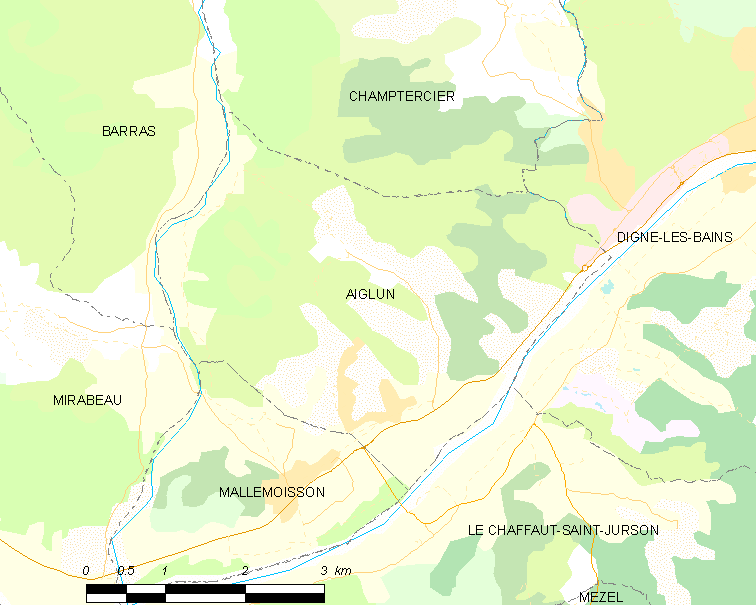
Situation d'Aiglun.

Les communes limitrophes d’Aiglun sont Barras, Champtercier, Digne, Le Chaffaut-Saint-Jurson, Mallemoisson et Mirabeau.
| Barras       | Champtercier             |                 |
| Mirabeau     | Aiglun                   | Digne-les-Bains |
| Mallemoisson | Le Chaffaut-Saint-Jurson |                 |

### Géologie et relief
La superficie de la commune est de 1 489 hectares. L'altitude d'Aiglun varie entre 507 mètres au niveau de la Bléone et 900 mètres.
Le vieux village est situé à 790 m d’altitude.
Le périmètre de protection de la Réserve naturelle géologique de Haute-Provence couvre également la commune de La Rochette.

### Sismicité
La commune est classée en zone de sismicité 4, correspondant à une sismicité moyenne.

### Hydrographie et eaux souterraines
La commune d'Aiglun est traversée au sud par la Bléone, rivière affluente de la Durance et au nord par les Duyes, affluent de la Bléone.
La Bléone prend sa source à 2 240 m, son cours le plus bas est à une altitude de 419 m. Son cours s'étend sur plus de 180 km. Les cours d'eau qui la composent ont formé d'importants lits, qui associent le cours d'eau actif et des bras morts.

### Environnement
La commune compte 438 hectares de bois et forêts.

### Climat
Pour des articles plus généraux, voir Climat de Provence-Alpes-Côte d'Azur et Climat des Alpes-de-Haute-Provence.
En 2010, le climat de la commune est de type climat méditerranéen altéré, selon une étude du Centre national de la recherche scientifique s'appuyant sur une série de données couvrant la période 1971-2000. En 2020, Météo-France publie une typologie des climats de la France métropolitaine dans laquelle la commune est exposée à un climat de montagne ou de marges de montagne et est dans la région climatique Alpes du sud, caractérisée par une pluviométrie annuelle de 850 à 1 000 mm, minimale en été.
Pour la période 1971-2000, la température annuelle moyenne est de 11,5 °C, avec une amplitude thermique annuelle de 17,5 °C. Le cumul annuel moyen de précipitations est de 756 mm, avec 6,2 jours de précipitations en janvier et 4,6 jours en juillet. Pour la période 1991-2020, la température moyenne annuelle observée sur la station météorologique de Météo-France la plus proche, « Digne les Bains », sur la commune de Digne-les-Bains à 9 km à vol d'oiseau, est de 12,2 °C et le cumul annuel moyen de précipitations est de 681,2 mm. 
La température maximale relevée sur cette station est de 42,1 °C, atteinte le 28 juin 2019 ; la température minimale est de −17,8 °C, atteinte le 4 février 2012,,.
Les paramètres climatiques de la commune ont été estimés pour le milieu du siècle (2041-2070) selon différents scénarios d'émission de gaz à effet de serre à partir des nouvelles projections climatiques de référence DRIAS-2020. Ils sont consultables sur un site dédié publié par Météo-France en novembre 2022.

### Lieux-dits et hameaux
En plus du village, du Thoron et des Grées, la commune comporte 13 hameaux, lieux-dits ou quartiers :
- les Lavandes
- le Hameau du Roux
- le Collet
- le Château
- les Hubacs
- le Vallon et l’École
- la Treille
- la Ruchonne et la Gibonne
- le Monégros
- les Paluts
- la Roche Frison
- la Lauze
- les Terres Rouges

## Urbanisme

### Typologie
Au 1er janvier 2024, Aiglun est catégorisée commune rurale à habitat dispersé, selon la nouvelle grille communale de densité à 7 niveaux définie par l'Insee en 2022.
Elle appartient à l'unité urbaine d'Aiglun, une agglomération intra-départementale dont elle est ville-centre,. Par ailleurs la commune fait partie de l'aire d'attraction de Digne-les-Bains, dont elle est une commune de la couronne,. Cette aire, qui regroupe 34 communes, est catégorisée dans les aires de moins de 50 000 habitants,.

### Occupation des sols
L'occupation des sols de la commune, telle qu'elle ressort de la base de données européenne d’occupation biophysique des sols Corine Land Cover (CLC), est marquée par l'importance des forêts et milieux semi-naturels (57,3 % en 2018), une proportion sensiblement équivalente à celle de 1990 (57,2 %). La répartition détaillée en 2018 est la suivante : milieux à végétation arbustive et/ou herbacée (31,6 %), zones agricoles hétérogènes (23,5 %), forêts (22,8 %), terres arables (15,6 %), zones urbanisées (3,1 %), espaces ouverts, sans ou avec peu de végétation (3 %), zones industrielles ou commerciales et réseaux de communication (0,5 %).
L'évolution de l’occupation des sols de la commune et de ses infrastructures peut être observée sur les différentes représentations cartographiques du territoire : la carte de Cassini (XVIIIe siècle), la carte d'état-major (1820-1866) et les cartes ou photos aériennes de l'IGN pour la période actuelle (1950 à aujourd'hui).

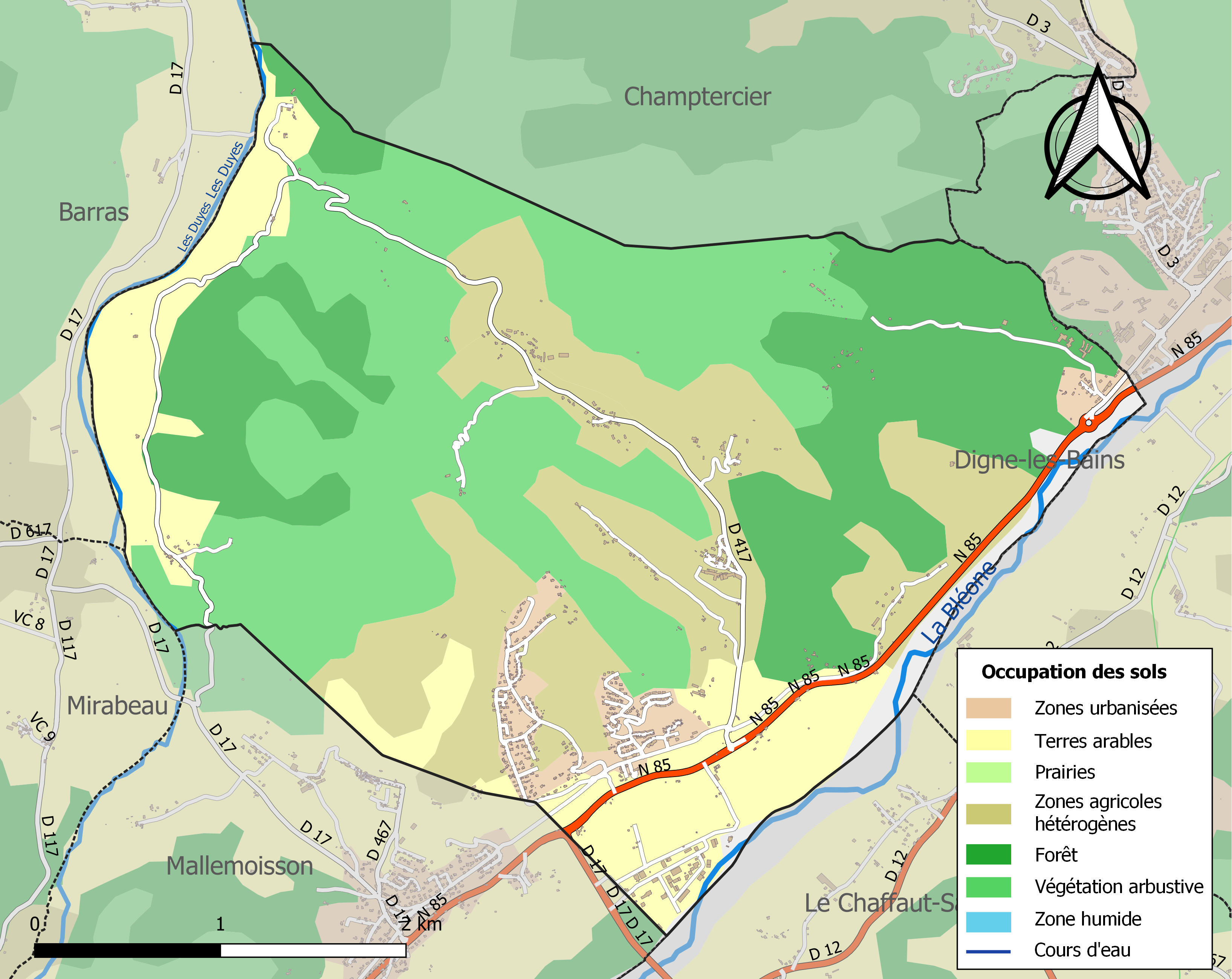
Carte de l'occupation des sols de la commune en 2018 (CLC).

### Voies de communications et transports

#### Voies routières
La commune, limitrophe de Digne, est accessible par la RD 417, via la route nationale 85.

#### Transports en commun
- Transport en Provence-Alpes-Côte d'Azur

Une ancienne ligne de chemin de fer, la ligne de Saint-Auban à Digne, traverse la commune, mais est neutralisée depuis 1991.
Réseau des lignes régulières de transports des Alpes-de-Haute-Provence.

### Risques naturels et technologiques
Aucune des 200 communes du département n'est en zone de risque sismique nul. Le canton de Digne-les-Bains-Ouest auquel appartient Aiglun est en zone 1b (risque faible) selon la classification déterministe de 1991, basée sur les séismes historiques, et en zone 4 (risque moyen) selon la classification probabiliste EC8 de 2011. La commune d’Aiglun est également exposée à trois autres risques naturels :
- feu de forêt ;
- inondation (dans la vallée de la Bléone) ;
- mouvement de terrain : la commune est presque entièrement concernée par un aléa moyen à fort[24].

La commune d’Aiglun est également exposée à un risque d’origine technologique, celui de transport de matières dangereuses, par route et canalisations. La route nationale 85 peut être empruntée par les transports routiers de marchandises dangereuses. Enfin, le gazoduc servant à alimenter Digne en gaz naturel traverse la commune (le long de la voie ferrée) et constitue donc un facteur de risque supplémentaire.
Le plan de prévention des risques naturels prévisibles (PPR) de la commune a été approuvé en 2006 pour les risques d’inondation, de mouvement de terrain et de séisme et le Dicrim existe depuis 2011.
La commune a été l’objet de plusieurs arrêtés de catastrophe naturelle : en 1984 pour un tremblement de terre, pour des inondations et des coulées de boue en 1996 et 2001, pour des sécheresses en 1989, 1990 et 1998, et en 1996 pour des glissements de terrain,. Le tremblement de terre du 19 juin 1984 avait son épicentre à Aiglun, et une intensité macro-sismique de VI sur l’échelle MSK. Le 25 juillet 2001, un orage, avec de la grêle, cumule 150 mm en trois heures, provoquant des inondations.

## Toponymie
Le nom de la commune apparaît pour la première fois sous la forme Aigluzino en 1193, sous la forme de Aiglezino  en 1195 (selon Rostaing et Nègre) et Aygladuno en 1319.
Le terme est formé sur le latin aquila (aigle) et le gaulois dunum (hauteur), et signifierait donc la hauteur de l’aigle,. Selon les Fénié, il s’agirait de deux racines oronymiques, *akw-il, plus le celtique dunum.
Eiglù en occitan.

## Histoire
La commune, à l'origine Agleduno, dépend à l'époque romaine de l'oppidum Dignensis.
Dans l'Antiquité, les Bodiontiques (Bodiontici) peuplaient la vallée de la Bléone, et étaient donc le peuple gaulois qui vivait dans l’actuelle commune d’Aiglun. Les Bodiontiques, qui sont vaincus par Auguste en même temps que les autres peuples présents sur le Trophée des Alpes (entre 23 av. J.-C. et 14 av. J.-C.), sont rattachés à la province des Alpes-Maritimes lors de sa création. La voie romaine reliant Segustero (Sisteron) à Vintium (Vence) traversait le territoire de la commune actuelle. Quelques tombes gallo-romaines ont été retrouvées.
Au Moyen Âge, la communauté d'Aiglun relevait de la viguerie de Digne, et son église de l’évêque de Digne qui percevait les revenus liés à l’église. Il la donne à ses chanoines. Du côté laïc, le village est partagé entre de multiples coseigneurs, qui arrivent au total de 22 en 1315. Le village est une ancienne place forte, nommée castrum de Aglenio au Moyen Âge.
Les sires d'Aiglun sont cités depuis 1193. En 1269, une part de la seigneurie est acquise par les comtes de Provence.
Le coup d'État du 2 décembre 1851 commis par Louis-Napoléon Bonaparte contre la Deuxième République provoque un soulèvement armé dans les Basses-Alpes, en défense de la Constitution. Après l'échec de l'insurrection, une sévère répression poursuit ceux qui se sont levés pour défendre la République : Aiglun participe au mouvement et voit deux de ses habitants traduits devant la commission mixte.

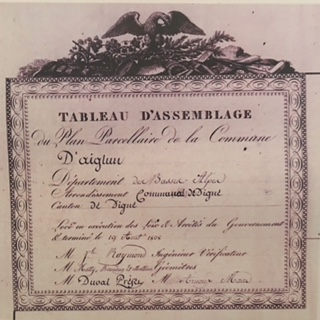
Extrait du cadastre dit napoléonien de la commune d'Aiglun (section A feuille no 1), archives départementales des Alpes-de-Haute-Provence, 1808.

Au XIXe siècle, Aiglun est l'une des dernières communes de la région à se doter d’une école : lors de l’enquête de 1863, elle figure parmi les dix-sept communes du département (sur 245) à ne pas en posséder et attend les lois Jules Ferry pour instruire les enfants.
À la fin de la Seconde Guerre mondiale, la Libération d’Aiglun est marquée par le passage d'une colonne de la 36e division d’infanterie américaine, le 19 août 1944, venant de Malijai et se portant en renfort d'une colonne secondaire stoppée à Digne-les-Bains, afin de prendre à revers la garnison allemande de la ville.

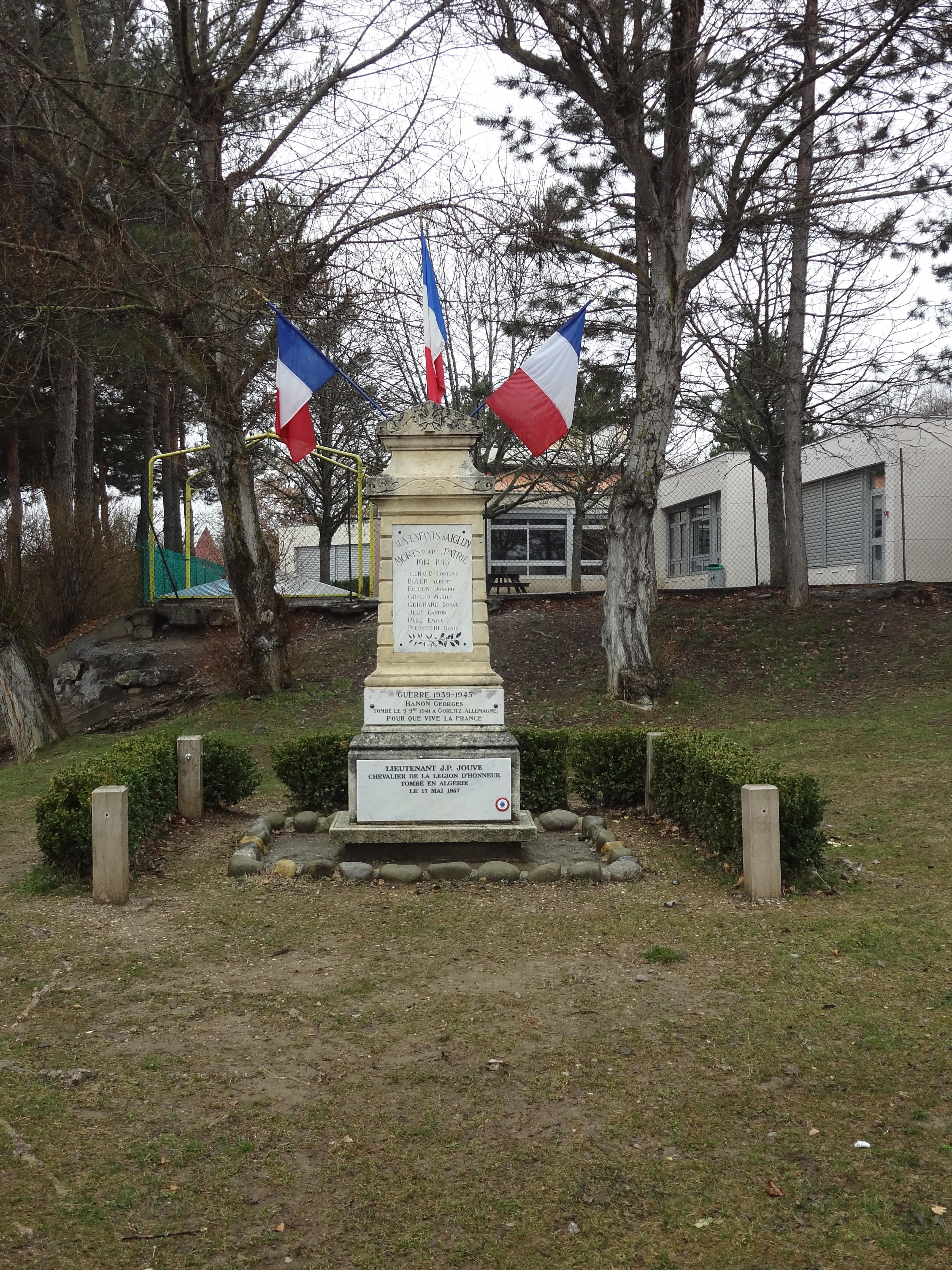
Monuments aux morts de la commune d'Aiglun.

Jusqu’au milieu du XXe siècle, la vigne était cultivée dans la commune sur 55 ha, pour la consommation locale. Une partie de la production était vendue à Digne. Cette culture a aujourd'hui disparu.

## Politique et administration

### Canton
En 1793, la commune d'Aiglun est incluse dans le canton de Champtercier. En 1801, elle est rattachée au canton de Digne puis, en 1973, à celui de Digne-Ouest. Depuis les élections ayant suivi la réforme de 2014, la commune fait partie du canton de Digne-les-Bains-2.

### Liste des maires
La décision d'élection du maire est un acquis de la Révolution française, l’élection se fait au suffrage censitaire de 1790 à 1795, pour un mandat de 2 ans. De 1795 à 1800, il n’y a pas de maire élu, la commune désignant un agent municipal qui est délégué à la municipalité de canton. En 1799-1800, durant le Consulat, les maires sont nommés par le pouvoir central. Ce système est conservé par les régimes suivants, à l'exception de la Deuxième République (1848-1851). La Troisième République libéralise l'administration des communes, par la loi du 5 avril 1884 qui confirme celle du 4 mars 1882 : le conseil municipal, élu au suffrage universel, élit le maire en son sein.
| Période                                  | Période                           | Identité           | Étiquette | Qualité                               |
| ---------------------------------------- | --------------------------------- | ------------------ | --- | ------------------------------------- |
| 20 mai 1900                              | 1904                              | Joseph Bourrillon  | | Cultivateur                           |
| 15 mai 1904                              | 1912                              | Joseph Aillaud     | | Cultivateur                           |
| 19 mai 1912                              | 8 août 1913 (†)                   | Édouard Bonifay    | |                                       |
| 2 novembre 1913                          | 30 décembre 1914                  | Jean Mille         | | Cultivateur                           |
| x                                        | janvier 1915                      | Baptistin Banon    | |                                       |
| 13 février 1916                          | 1918                              | Antoine Bourrillon | | Conseiller municipal faisant fonction |
| 29 décembre 1918                         | 1929                              | Paul Arnoux        | | Cultivateur                           |
| 19 mai 1929                              | 1935                              | Albert Manent      | | Cultivateur                           |
| 19 mai 1935                              | 8 octobre 1938                    | Frédéric Juramy    | | cultivateur                           |
| 1er novembre 1938                        | réélu mai 1945, novembre 1966 (†) | Edmond Jugy        | Sans étiquette, se présente en tant qu'ancien résistant Suppléant du candidat PSU aux élections législatives de 1962 | Exploitant agricole                   |
| janvier 1967                             | mars 2001                         | Julien Delaye      | Républicain |                                       |
| mars 2001                                | mai 2020                          | Daniel Jugy,       | DVD | Retraité                              |
| mai 2020                                 | En cours                          | Michel Audran      | | Ancien cadre                          |
| Les données manquantes sont à compléter. |                                   |                    | |                                       |

### Intercommunalité
Aiglun était, en 2011, l'une des treize communes du département à n'être rattachée à aucun établissement public de coopération intercommunale (EPCI) à fiscalité propre. À la suite du schéma départemental de coopération intercommunale de 2011 établi par la préfecture, prévoyant « la couverture intégrale du territoire par des EPCI à fiscalité propre », la commune a fait partie, de 2013 à 2016, de la communauté de communes Asse Bléone Verdon.
Depuis le 1er janvier 2017, elle fait partie de la communauté d'agglomération Provence-Alpes.

### Budget et fiscalité
Le budget municipal principal 2014 totalisait 258 000 € d'investissement et 850 000 € de fonctionnement.
| Taxe                                        | Part communale | Part intercommunale | Part départementale | Part régionale |
| ------------------------------------------- | -------------- | ------------------- | ------------------- | -------------- |
| Taxe d'habitation                           | 9,00 %         | 8,08 %              | 5,53 %              | 0,00 %         |
| Taxe foncière sur les propriétés bâties     | 21,00 %        | 4,61 %              | 14,49 %             | 2,36 %         |
| Taxe foncière sur les propriétés non bâties | 48,33 %        | 6,00 %              | 47,16 %             | 8,85 %         |
| Taxe professionnelle                        | 0,00 %         | 32,98 %             | 47,16 %             | 8,85 %         |

La part régionale de la taxe d'habitation n'est pas applicable. La taxe professionnelle est remplacée en 2010 par la cotisation foncière des entreprises (CFE) portant sur la valeur locative des biens immobiliers et par la contribution sur la valeur ajoutée des entreprises (CVAE) (les deux formant la contribution économique territoriale).

### Budget et fiscalité 2019
En 2019, le budget de la commune était constitué ainsi :
- total des produits de fonctionnement : 1 111 000 €, soit 772 € par habitant ;
- total des charges de fonctionnement : 760 000 €, soit 528 € par habitant ;
- total des ressources d'investissement : 387 000 €, soit 269 € par habitant ;
- total des emplois d'investissement : 1 217 000 €, soit 845 € par habitant ;
- endettement : 0 €, soit 0 € par habitant.

Avec les taux de fiscalité suivants :
- taxe d'habitation : 9,00 % ;
- taxe foncière sur les propriétés bâties : 21,00 % ;
- taxe foncière sur les propriétés non bâties : 48,33 % ;
- taxe additionnelle à la taxe foncière sur les propriétés non bâties : 0,00 % ;
- cotisation foncière des entreprises : 0,00 %.

Chiffres clés Revenus et pauvreté des ménages en 2017 : médiane en 2017 du revenu disponible, par unité de consommation : 22 710 €.

### Services publics
La section aérienne départementale de la gendarmerie nationale est basée à Aiglun. La caserne de sapeurs-pompiers la plus proche est située à Digne, à l'ouest de la commune, donc à quelques kilomètres d'Aiglun. Le service est assuré par 127 sapeurs-pompiers dont 12 sont professionnels.

## Population et société

### Démographie
Ses habitants sont appelés les Aiglunais.
L'évolution du nombre d'habitants est connue à travers les recensements de la population effectués dans la commune depuis 1765. Pour les communes de moins de 10 000 habitants, une enquête de recensement portant sur toute la population est réalisée tous les cinq ans, les populations de référence des années intermédiaires étant quant à elles estimées par interpolation ou extrapolation. Pour la commune, le premier recensement exhaustif entrant dans le cadre du nouveau dispositif a été réalisé en 2007.

En 2022, la commune comptait 1 406 habitants, en évolution de −0,42 % par rapport à 2016 (Alpes-de-Haute-Provence : +2,84 %, France hors Mayotte : +2,11 %).
| 1765 | 1793 | 1806 | 1821 | 1831 | 1836 | 1841 | 1846 | 1851 |
| ---- | ---- | ---- | ---- | ---- | ---- | ---- | ---- | ---- |
| 316  | 313  | 343  | 340  | 374  | 360  | 352  | 345  | 360  |

| 1856 | 1861 | 1866 | 1872 | 1876 | 1881 | 1886 | 1891 | 1896 |
| ---- | ---- | ---- | ---- | ---- | ---- | ---- | ---- | ---- |
| 358  | 349  | 337  | 325  | 298  | 293  | 268  | 259  | 231  |

| 1901 | 1906 | 1911 | 1921 | 1926 | 1931 | 1936 | 1946 | 1954 |
| ---- | ---- | ---- | ---- | ---- | ---- | ---- | ---- | ---- |
| 239  | 220  | 218  | 187  | 174  | 158  | 173  | 251  | 233  |

| 1962 | 1968 | 1975 | 1982 | 1990  | 1999  | 2006  | 2007  | 2012  |
| ---- | ---- | ---- | ---- | ----- | ----- | ----- | ----- | ----- |
| 162  | 174  | 371  | 713  | 1 011 | 1 038 | 1 174 | 1 193 | 1 352 |

| 2017  | 2022  | - | - | - | - | - | - | - |
| ----- | ----- | - | - | - | - | - | - | - |
| 1 440 | 1 406 | - | - | - | - | - | - | - |

| 1315    | 1471    |
| ------- | ------- |
| 46 feux | 40 feux |

L’histoire démographique d’Aiglun, après la saignée des XIVe et XVe siècles et le long mouvement de croissance jusqu’au début du XIXe siècle, est marquée par une période d’« étale » où la population reste relativement stable à un niveau élevé. Cette période dure de 1806 à 1871. L’exode rural provoque ensuite un mouvement de recul démographique de longue durée. En 1926, la commune a perdu plus de la moitié de sa population par rapport au maximum historique de 1851. Le mouvement de baisse ne s'interrompt définitivement que dans les années 1960. Depuis, la population a crû très rapidement, pour dépasser largement son niveau du XIXe siècle.

### Enseignement
- Enseignement primaire[63] : groupe scolaire Julien Delaye, en 2016, 120 élèves et 5 classes 2 classes de maternelle, 1 CP, 1 CE et 1 CM[64].
- Enseignement secondaire : collège et lycées à Digne-les-Bains.

### Santé
Professionnels et établissements de santé :
- Médecins à Aiglun, Mallemoisson, Barras,
- Pharmacies à Mallemoisson, Malijai,
- Centre hospitalier de Digne-les-Bains.
- Le Centre des Carmes, fondé en 1935 par Marguerite et Paul Jouve devenu maison de retraite (100 lits) et centre de rééducation fonctionnelle (70 lits)[66].
- Paul Jouve et Marguerite Jouve achètent le Château d'en bas, transformé par leurs soins plus tard en centre héliothérapique en 1935[67]. On y soigne la tuberculose osseuse. Le centre devient un pourvoyeur d'emploi majeur sur la commune. À la suite de la disparition progressive de la tuberculose, la clinique devient un centre de réhabilitation dans les années 1950. Après le décès de Paul Jouve en 1953, Marguerite Jouve en reprend la direction seule. Elle crée un centre de balnéothérapie avec le docteur Jean Crozes. En 1969, Daniel Jouve en reprend la direction. Il la transforme en centre chirurgical en 1971.

### Activités sportives et culturelles
- Union sportive et culturelle d'Aiglun (USCA)
  - Football : l'US Aiglun créé en 1990 évolue actuellement en Promotion d'honneur B dans le district des Alpes. Le club est actuellement présidé par Christophe Vidussi. Le club est constitué de plusieurs catégories allant des U5-U6 jusqu'aux seniors masculins et féminins.
  - Gymnastique d'entretien
  - Yoga
  - Musculation
  - Cyclotourisme
  - Marche nordique
  - Danse orientale
  - École de musique (piano, solfège, clarinette et saxophone)
- Association des Gais Lurons (seniors)[67]
- Far West country danse[68]
- Comité des Fêtes et de Bienfaisance créé en 1978 : 2 fêtes patronales et votives pour Pentecôte et début Septembre, Carnaval d'Antan, Lotos dont un au profit de la recherche contre le Cancer, soutien financier à la coopérative scolaire et au CCAS pour la journée des seniors, etc.
- Association des amis du Vieil Aiglun : organisation d'activités culturelles à la chapelle du Vieil Aiglun (concerts, conférences, fête de la Sainte-Marie-Madeleine (le dimanche qui suit le 18 juillet).

### Médias
La Provence est le quotidien régional le plus populaire à Aiglun. On trouve aussi l'hebdomadaire Haute Provence Info (HPI). Il existe aussi une chaîne de télévision locale, D!CI TV, disponible sur le canal no 31 de la TNT.
Plusieurs radios locales et régionales émettent sur la commune dont notamment Durance FM, Alpes 1, Fréquence Mistral ou Radio Zinzine, une radio associative.

### Cultes
- Culte catholique
  - église Sainte-Delphine (contemporaine)
- Culte protestant
  - Église protestante unie de France, boulevard Gassendi à Digne-les-Bains
  - Église évangélique, avenue Henri Jaubert, à Digne-les-Bains
- Culte musulman
  - Salle de réunion à Digne-les-Bains

Vue panoramique de l'intérieur de l'église Sainte-Delphine.

### Fêtes
- Fêtes d'Aiglun : concours de pétanque (longue), orchestre, manège, aïoli monstre du lundi midi, etc.[69]
  - Week-end de Pentecôte
  - Premier week-end de septembre

## Économie

### Aperçu général
En 2013, la population active s'élevait à 602 personnes, dont 52 chômeurs. Ces travailleurs sont majoritairement salariés (86,7 %) et travaillent majoritairement hors de la commune (84,9 %). L'essentiel des actifs de la commune sont employés dans les services et l'administration (72,6 % en 2013). L'industrie et la construction emploient 27,4 % des actifs, et l’agriculture n'emploie aucun salarié.
Au 1er janvier 2014, les entreprises implantées dans la commune sont principalement des commerces et des services (54 des 112 établissements), et des entreprises du secteur de la construction (25).

### Agriculture
Fin 2013, le secteur primaire (agriculture, sylviculture, pêche) comptait 6 établissements différents.
Le nombre d’exploitations n’a que peu augmenté dans les années 2000, passant de sept à huit en dix ans, dont quatre fermes de grandes cultures, des élevages ovins et des exploitations en polyculture. De 1988 à 2000, la surface agricole utile a augmenté, passant de 267 à 415 hectares, dont seulement 56 hectares de céréales, quasiment sans élevage. Ce mouvement s’est poursuivi, la surface agricole utilisée doublant au cours des années 2000 pour passer à 886 ha.
L’olivier n’était pas présent dans la commune au début du XIXe siècle. Actuellement[Quand ?], il occupe quelques surfaces restreintes, avec une oliveraie comptant moins de 1 000 pieds.

### Industrie

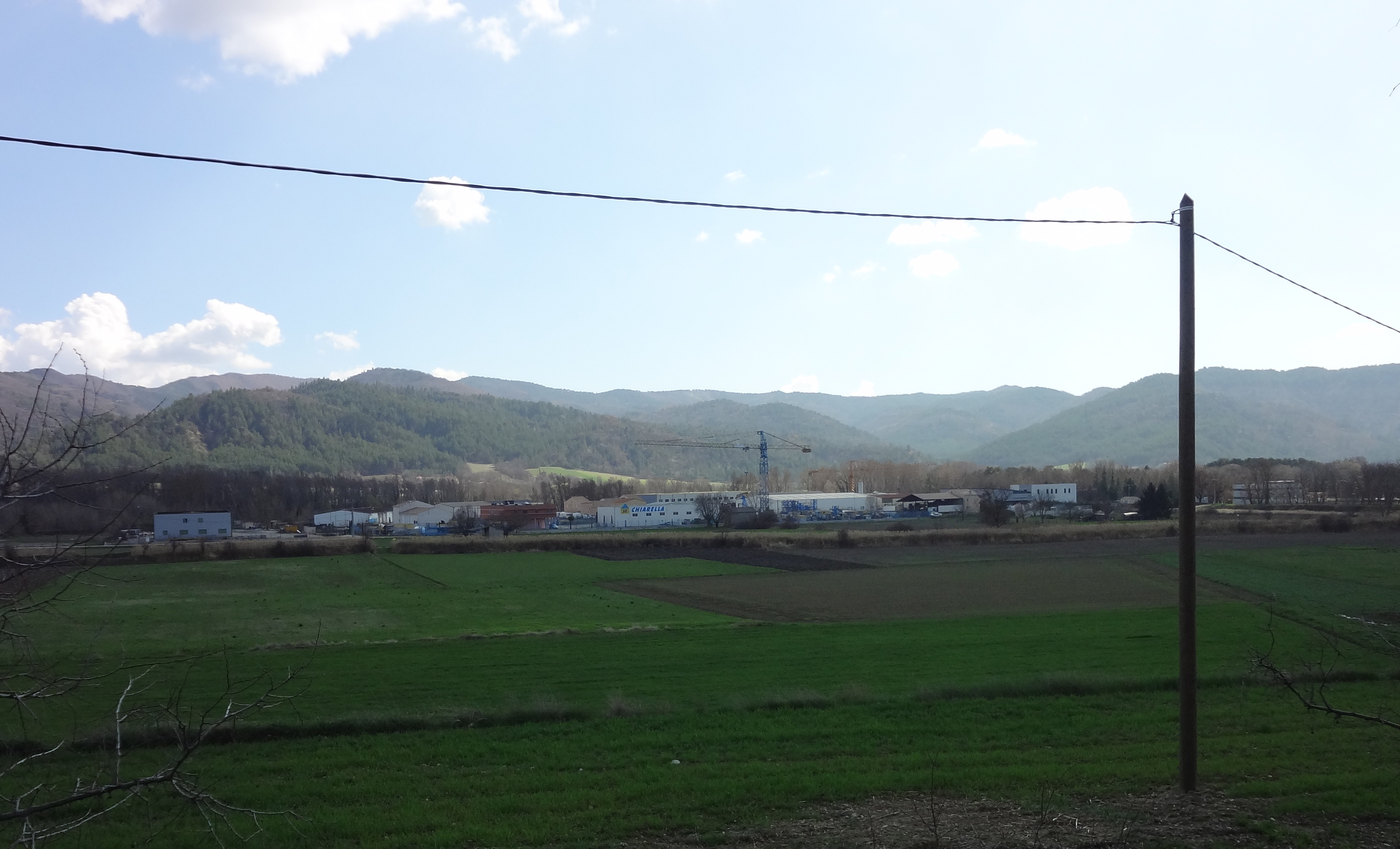
Espace Bléone, principale zone artisanale d’Aiglun.

En 2013, le secteur secondaire (industrie et construction) comptait 23 établissements différents, employant un total de 107 salariés.
Deux des principaux employeurs de la commune relèvent de ce secteur :
- le transporteur routier Martin (39 salariés[79]) ;
- Cosepi France, BTP, avec 34 salariés[80].

### Activités de service

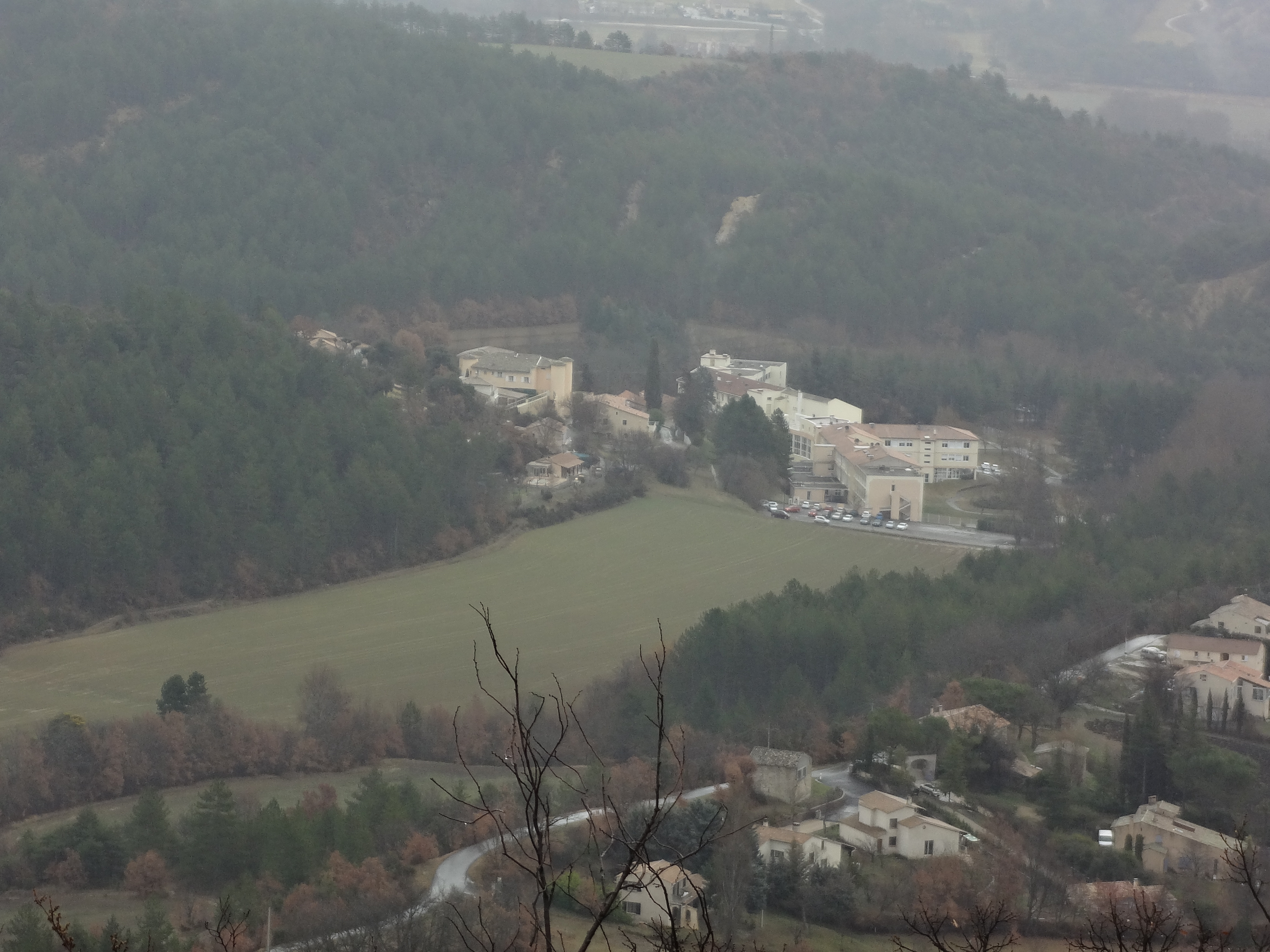
Centre des Carmes, à Aiglun.

En 2013, le secteur tertiaire (commerces, services) comptait 54 établissements, auxquels s'ajoutent les 20 établissements administratifs et de services publics.
D'après l'Observatoire départemental du tourisme, la fonction touristique est secondaire pour la commune, avec moins de 1 touriste accueilli pour un habitant et une capacité d'hébergement limitée.
Enfin, les résidences secondaires sont tout à fait marginales dans le total des logements (moins de 3 %).
Le groupe Imbert Gestion Holding, qui a spécialisé la clinique des Carmes en centre de rééducation fonctionnelle et EHPAD, est le plus gros employeur de la commune avec 135 salariés.
Un marché bio se tient le mardi place Edmond-Jugy, ainsi que trois saisonnales (printemps, automne et marché de Noël).

### Tourisme
- La commune est membre du Géoparc de Haute Provence créé en 2000, par l’UNESCO[86].
- Gîtes du Vieil Aiglun

## Culture locale et patrimoine

### Lieux et monuments
L'église romane Sainte Marie-Madeleine, dont la nef est datée de 1555, au Vieil Aiglun. Sa construction emploie des techniques anachroniques : 
- portail en plein cintre ;
- la nef est voûtée en berceau brisé ;
- chœur à chevet plat, voûté plus bas que la nef[89].

Elle contient un retable du XVIIe, monument historique inscrit au titre objet, d’un style archaïque.
- Chapelle du cimetière d'Aiglun.

Monuments d’Aiglun.
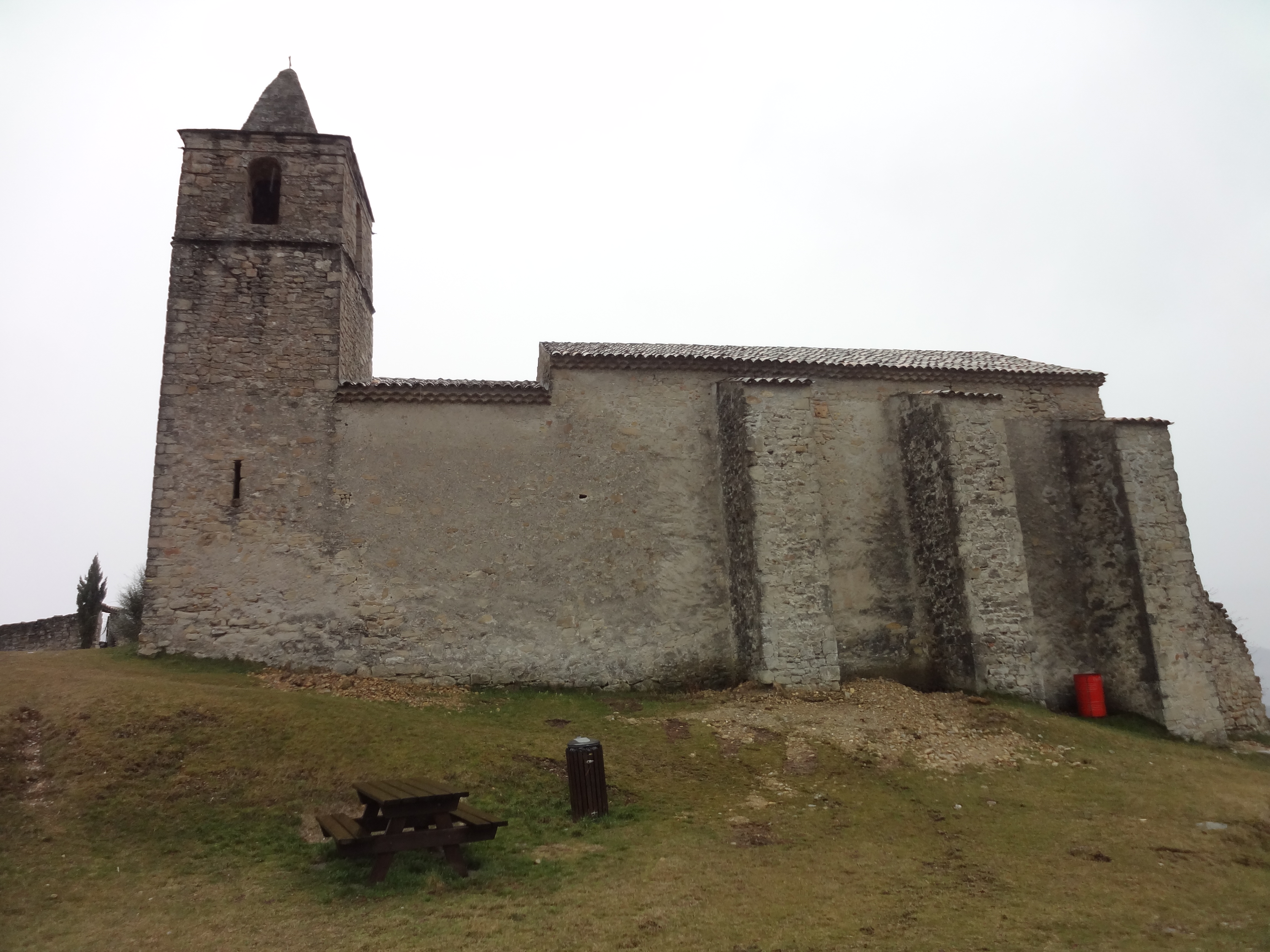
Façade nord de l’église Sainte-Marie-Madeleine, sans ouvertures, typique du style alpin.
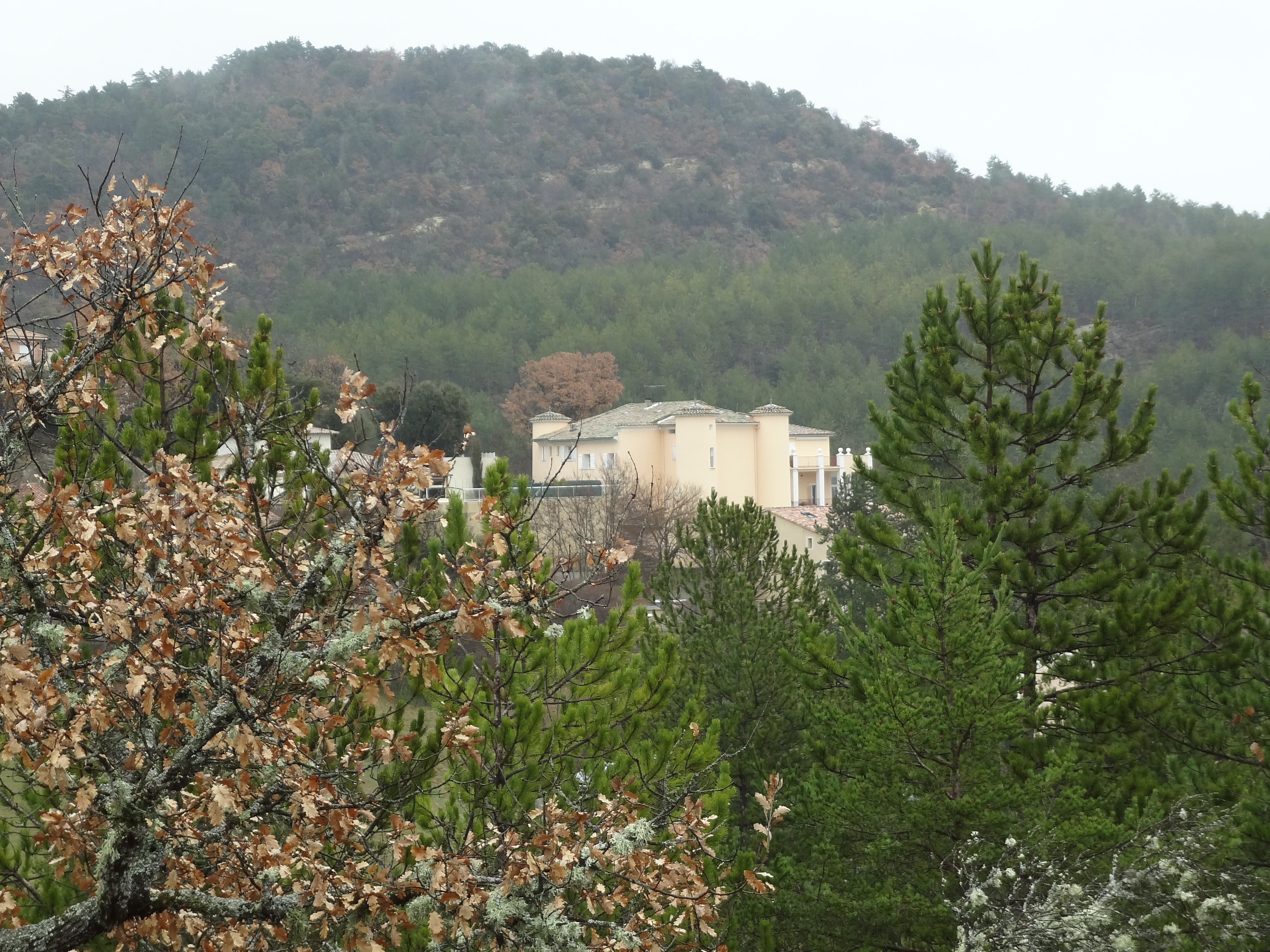
Château d’Aiglun.
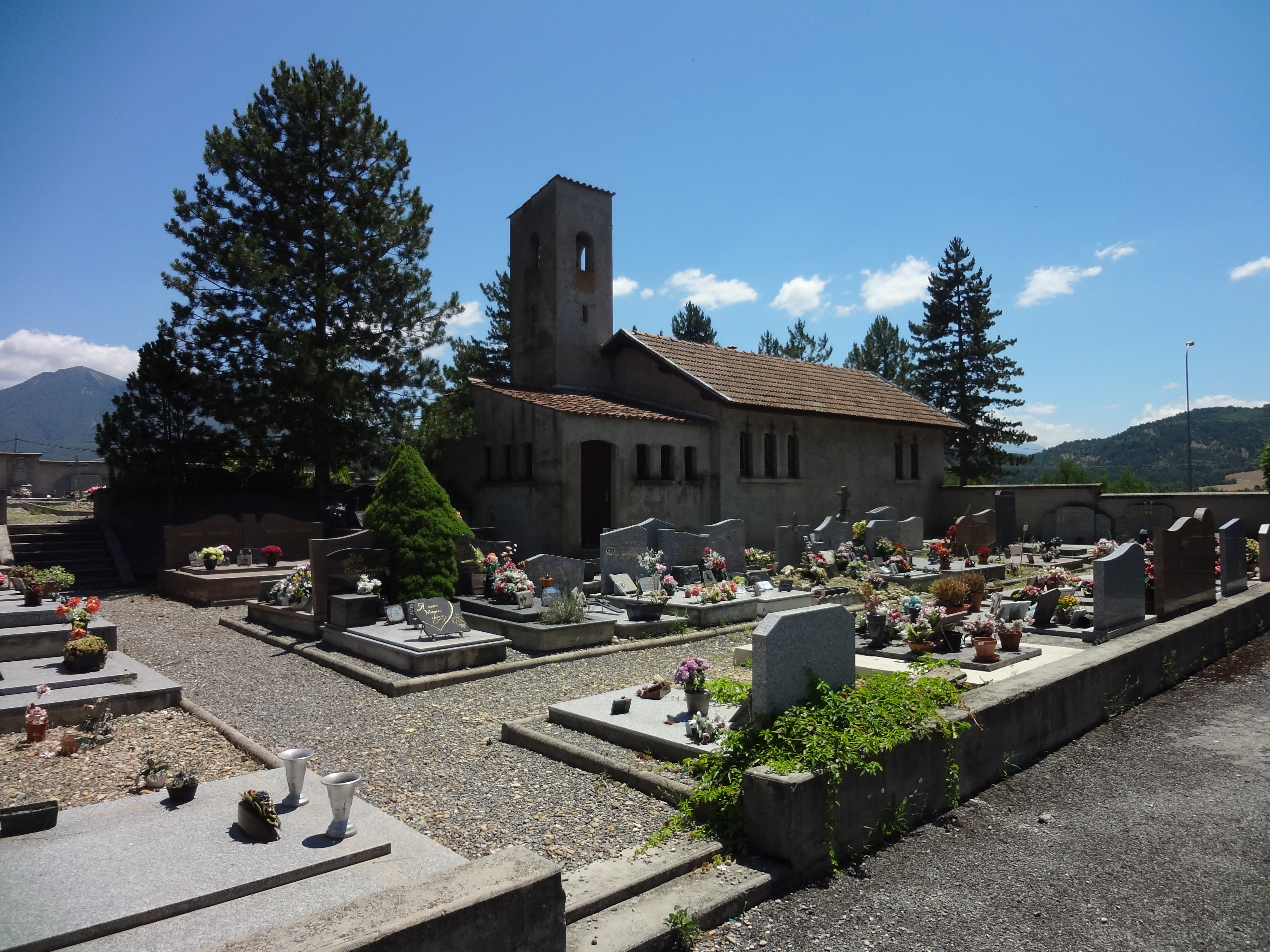
Chapelle du cimetière moderne.

La chapelle Saint-Jean est sur le chemin de randonnée Saint-Jean, reliant le centre bourg au Vieil Aiglun. C’est probablement la première église paroissiale de la communauté, pendant le Haut-Moyen Âge, et elle a été abandonnée dans la seconde moitié du XIXe siècle.
Une nouvelle église est construite en 1974, Sainte-Delphine. Le cimetière a été déplacé en périphérie du nouveau village.
Le château d'Aiglun, à Villeneuve, du XVIIe siècle, est une grande maison rectangulaire dotée de tourelles à chaque angle. La clinique des Carmes y est installée en 1935. Au village, de l’ancien château fort il ne subsiste que quelques débris.
Dans le village, quelques maisons datent du XVIIe siècle.
Monument aux morts : Conflits commémorés : Guerre franco-allemande 1914-1918 - 1939-1945 - AFN-Algérie (1954-1962).

### Personnalités liées à la commune
- Jean de Rochas acquiert, le 14 mars 1443, la juridiction sur le territoire et le château d’Aiglun auprès du roi René à Angers[96],[97].
- Jean de Rochas, fils du précédent, co-seigneur d'Aiglun, fait hommage le 9 décembre 1474 au roi René, à Tarascon[97]. Il est représentant de Digne aux États de Provence qui se réunissent le 9 avril 1487 à Aix-en-Provence et scellent la réunion de la Provence à la France[98].
- Mathieu Autric (1794-1868) : officier d’ordonnance de Napoléon Ier, a vécu et est enterré à Aiglun[99].
- Paul Jouve (1894-1959), conseiller de la République, résistant et chirurgien et sa femme Marguerite Jouve, chirurgienne, qui ont fondé le centre des Carmes en 1935.
- Flora Berger (1953-), conteuse et écrivaine régionale.

### Héraldique
| Blason de Aiglun | Blason  | D'azur à la fasce d'or chargée de trois aigles de sable. |
| Blason de Aiglun | Détails | Le statut officiel du blason reste à déterminer.         |